# Грано (Северная Дакота)
Грано (англ. Grano) — город в штате Северная Дакота, США. По состоянию на 2013 год, численность населения составляла 7 человек.

## История
Город был основан в 1905 году.

## Географическое положение
Гленберн расположен в 18 км южнее столицы округа города Мохолл. Климат Влажный континентальный, с теплым летом и холодной зимой.

## Население
Расовый состав согласно оценкам Бюро переписи населения США на 2010 год: белые — 100,0 %.
Гендерный состав 57,1 % мужчин и 42,9 % женщин. Средний возраст населения составляет 52,3 года.

## Экономика
Наибольшая занятость в сферах нефтегазодобывающей промышленности. 

## Транспорт
- Железнодорожная станция.

## Полиция
За порядок и безопасность жителей города отвечает Офис шерифа округа Ренвилл, в составе 6 приведённых к присяге сотрудников.